# Impatiens prainii
Impatiens prainii är en balsaminväxtart som beskrevs av Joseph Dalton Hooker. Impatiens prainii ingår i släktet balsaminer, och familjen balsaminväxter. Inga underarter finns listade i Catalogue of Life.